# 燕釐侯
燕釐侯（？—前791年），中國西周時期燕國君主，姬姓，名莊，燕惠侯之子。
燕惠侯三十八年（周宣王元年，前827年），惠侯薨。子釐侯初立。釐侯二十一年，鄭桓公初封於鄭。釐侯二十三年（前804年），齊伐燕取桑丘（今徐水縣漕河西）。釐侯三十六年（周宣王三十七年，前791年），釐侯薨，子燕頃侯即位。